# Lesath
Lesath (Upsilon Scorpii - υ Sco / υ Scorpii - ou ainda  Leschath, Lesuth), do árabe las'a (significando garra de animal venenoso) é uma estrela na constelação de Scorpius.
A estrela tem uma magnitude aparente de 2,7 e é de classe espectral B2. Sua luminosidade é de 12 300 a do Sol enquanto sua temperatura é de 22 400 K. Com uma massa de dez vezes a massa solar, é provável que Lesath acabe em uma anã branca.